# 高見沢俊彦
高見沢 俊彦（たかみざわ としひこ、1954年〈昭和29年〉4月17日 - ）は、日本のシンガーソングライター、ギタリスト、音楽プロデューサー、小説家。本名及び筆名は髙見澤 俊彦（読み同じ）。
埼玉県蕨市出身。蕨市立南小学校、蕨市立第一中学校、明治学院高等学校卒業、明治学院大学文学部英文学科中退（2014年3月、同学より「名誉学士」称号を授与）。身長174cm。血液型はA型。ニックネームは主に「takamiy」、「王子」。「takamiy」の愛称は、LOVE LOVE あいしてる内で、篠原ともえが呼んだことに由来する。
『THE ALFEE』の2代目リーダー（1982年以降。初代は坂崎幸之助）。
BE∀T BOYS のメンバーとしてはポール・マッカーサーを名乗る。

## 略歴
蕨市立第一中学校時代はバスケットボール部に所属し、3年時は主将として活躍した。
明治学院高等学校に進学後は、「ツェッペリン・ジュニア・スペシャル」というバンドで、レッド・ツェッペリンやディープ・パープルなどに傾倒し、そのハイトーンボーカルを買われてコピーバンドのボーカルを担当していた。同校の同期の一人に桜井賢がいた。当時、高見沢はD組に所属、桜井はF組に所属していたため、ディープ・パープルのD、フォークのFと話題にされることがある。
1973年、桜井や明治学院大学に進学した坂崎幸之助の誘いでアルフィーの前身コンフィデンスに参加、同時期に映画『二十歳の原点』のサントラに参加する。コンフィデンスは演奏で参加することはなかったが、高見沢が「コンフィデンス」名義で「夜」の作詞を担当している（歌は四人囃子）。
1974年、コンフィデンスは「アルフィー」の名で、高見沢自身がリードボーカルを担当する「夏しぐれ」でデビューすることとなり、その際ディレクターより「第二の赤松愛」と評された。しかしながら自分たちがグループとしての音楽性や信念を持たずに周囲に流されるままデビューしたことに端を発した、レコード会社による一方的なレコード発売中止などの挫折（詳しくはTHE ALFEEの項を参照）を経て、高見沢が同じ事務所に所属していた大野真澄に師事するなどして作曲・編曲・作詞方法を学び、その後は大野にアドバイスを受けながらオリジナル曲を作り、ライブハウスで発表するようになる。現在、THE ALFEEのソングライティングにおいてのイニシアチブは彼が主に持っている。まだ売れなかった頃は東京メトロ半蔵門線（現在の名称）の工事現場でアルバイトもしていたという。
1979年、キャニオンレコードから、アルフィーの再デビューシングル『ラブレター』を発売。この作品以降、ほとんどの作品の作詞・作曲を高見沢が担当する。
1982年、アルフィーが行ってきたフォーク路線から、高見沢主導のロックバンド路線へ転向。それに伴い、高見沢がリーダーとなる。
1989年、作家山川健一の書き下ろしで、「高見沢俊彦」を主人公とする小説『蜂の王様』が発表され、一部のファンの間で物議を醸す。
1991年、アルフィーとしての活動を半年間休止し、ロンドンでレコーディングされた初めてのソロ・アルバム『主義-ism:』を発売（「いずむ」と発音されることが多い）。コンサートツアーも実施した（第1期ソロプロジェクトと呼ばれている）。このアルバムは、スティーブ・ヒレッジ、デビッド・モーション、マイク・ヴァーノン、マーティン・ラシェントの4人のプロデューサーを立てて製作された。比較的ポップな曲調ではあるが、ロンドンを意識してか随所にアンビエントな要素がうかがえる。帰国後のインタビューで、アラン・パーソンズからもプロデュース承諾の返事をもらったがレコーディングがすでに進行していて逆に断ってしまったと話している。
1995年9月27日、『the ALFEE MEETS dance』を発表した。デイブ・ロジャースのプロジェクトで、デイブと妻のドミノのボーカル、高見沢はトータルプロデュースとギターでの参加であった。
当時のフライヤーやCDジャーナル等では、「こぶしを上げずに腰を振れ」というキャッチコピーが記載されていた。
2001年、PlayStation 2のソフト、『こもっち』にキャラクターデザインを提供した。
2002年、虹の翼2002に参加し、「翼をください」をリリースした。
2004年3月1日、Zepp Tokyoにてソロイベント「私立高見沢高校 春＠百花繚乱雷舞祭 和魂洋才」が開催された。ラストナンバーでは、未発表曲の「君に贈るLOVE SONG」が演奏された（2023年現在、未CD化）。
同年4月17日、高見沢の50歳の誕生日にさいたまスーパーアリーナで行われたバースデーコンサートのステージ上で、坂崎・桜井から終身リーダーの称号を贈られた。
同年、9月23日、中野サンプラザでのソロイベントの「高見沢俊彦のロックばんSprecial 私立高見沢高校雷舞映画祭〜神髄〜、Back To The Basic」が行われた。第一部は、ドキュメンタリー映画「高見沢俊彦-Back To The Basic-」の上映、第二部は、山石敬之とのアコースティックライブであった。
2005年、「日本におけるドイツ年」を記念して東京国立博物館と神戸市立博物館で開催された「ベルリンの至宝展〜よみがえる美の聖域」のイメージキャラクターを務め、テーマ曲「Berlin Calling」、サブテーマ曲「Berlin Rain」を収録したミニアルバム『Berlin Calling』を発売した。
2007年、16年ぶりのソロ・アルバム『Kaleidoscope』が発売され、それに先立ち、ソロとしては初のシングルとなる「千年ロマンス」（作詞：綾小路翔）が発売された。また、コンサートツアーも行った。このツアーより、第2期ソロプロジェクトと呼ばれる。
2008年、前年に引き続き再びソロ活動を行い、シングル「月姫」（作詞：Anchang）をリリース。ツアーでは前年に参加したドラムのそうる透に加え、吉田太郎も参加し、ツインドラムでコンサートツアーを行う。
同年、映画『レス・ポールの伝説』にコメントを寄せた。DVDソフトに記載の文章でも確認可能。
2009年、ヴィジュアル系のロックフェス「V-ROCK FESTIVAL '09 幕張メッセ」のスペシャルゲストとして参戦した。このフェスティバルに出演したことによって高見沢は「ついにヴィジュアル系に認定された!」と自身のラジオ番組『TBSラジオ 高見沢俊彦のロックばん』で宣言した。出演したライブは、V-ROCK FESTIVAL '09の主催者によって全世界に配信された。
2010年、それまでのソロ活動名義を本名から、自身の愛称でもあるTakamiy（タカミー）に改名。
2013年、2007年より毎年開催された第2期ソロプロジェクトについて、同年にて終了することが発表された（2014年のTHE ALFEEデビュー40周年の活動に専念するため）。
主題歌「仮面の宴」を提供したアニメ映画『ガラスの仮面ですが THE MOVIE 女スパイの恋! 紫のバラは危険な香り!?』に、声優として出演した。
同年11月、全国の映画館でシネマライブ『Takamiy Melodic Metal History 2007 - 2013「鋼鉄天使の宴」』が公開された。ナレーションも自身が務めた。
※『ドラえもん』主題歌とウルトラシリーズ主題歌を両方歌ったアーティストは高見沢だけである。（『ドラえもん』の主題歌は『THE ALFEE』として歌唱）。後に、『Final Wars!』にてTHE ALFEEとしてもウルトラシリーズの主題歌を担当。
2014年3月、母校の明治学院大学で「名誉学士」の称号を授与された（明治学院大学独自の制度であり、法的な大学卒業とは異なる）。
2015年、2年振りのソロ活動の再開によるシングル「誘惑の太陽」のリリースとソロライブの「Takamiy 2015夏限定 復活バケーション！」の開催が発表された（第3期ソロプロジェクト）。EDM (Electric Dance Metal) のキャッチフレーズの下に、ライブではポン!ポン!との名称のグッズが使用された。パシフィコ横浜で行われたライブ最終日のアンコールで、武部聡志がゲスト出演し共演した。またMCでは古くからのエピソードが語られた（ライブ映像作品で視聴可能）。
同年12月、アルバム「高見沢俊彦プロデュース ウルトラヒーローソング列伝」が第57回レコード大賞の企画賞を受賞した。
2016年2月、Bunkamuraオーチャードホールにて行われたビルボードクラシックス主催の「INNOVATION CLASSICS　TOMOMI NISHIMOTO×TOSHIHIKO TAKAMIZAWA」に出演し、指揮者の西本智実と共演した。
同年6月、The Venturesが、高見沢により提供された楽曲「Tokyo Lonely Night」を含むアルバム『HITS & NEW』をリリースした。
同年8月、ビルボード東京で連続3日間、ソロ名義で「真夏の夜の夢:Takamiy 3Days」と題して、各日2ステージ合計6ステージ公演を行った。本公演のチケットは、オークションサイトやチケットショップ等において、高い所で10万円を超えた所も出る。
2017年2月東京、3月大阪で、再び西本と競演し、「billboard CLASSICS INNOVATION CLASSICS 2017 TOMOMI NISHIMOTO x TOSHIHIKO TAKAMIZAWA」が行われた。
同年、戸籍上の表記でもある髙見澤俊彦名義で作家活動を始め、8月より『オール讀物』に初の小説「音叉」が連載された。
2018年10月、TAKAMIY JEWEL「ヴェルサイユ フルール・ド・リス ネックレス」が発表された。
同年年12月、「オール讀物1月号」より、小説第2作「秘める恋、守る愛」掲載の連載が開始された。
2019年2月22日より公開の映画『翔んで埼玉』の劇中、埼玉を代表するひとりとして揚げられた大凧に高見沢の写真が使用される。しかし、写真のみの出演でありノーギャラであったと2020年3月に行われたソロライブのMCで語った。
同年3月3日、サンマリノ共和国より、主に芸術文化の分野における貢献を認められた人物を対象とする『聖アガタ勲章』の「Cavaliere ufficiale (Knight Officer)」を贈られた。同地に『Vigna di Takamiy』という葡萄畑を所有しており、収穫された葡萄で高見沢のワインブランド「CAVALIERE」を生産している。
同年5月、日本テレビ系ズームイン‼サタデーの「プロ野球熱ケツ情報」のオープニングタイトル曲を制作（未CD化）。
同年7月、『Player2019年8月号』の紙面で、同年はTHE ALFEE45周年の活動に専念するため、ソロ活動を行わない旨を表明した（p.37より）。
2020年2月14日・15日、中野サンプラザでソロライヴ「Takamiy 2020 Metal Valentine's Day」が開催された。ラストナンバーでは、未発表曲の「おくりもの」が演奏された（2022年2月23日、THE ALFEEのオリジナルアルバム『天地創造』でCD化）。グッズのパンフレットには、同名の短編小説が掲載された。
2021年2月22日、「オール讀物3月・4月合併号」より、小説第3作「特撮家族」掲載の連載が開始された。
2023年8月、神田明神にて、自身がキャラクター・デザインを担当した御朱印が限定販売された。

## ギタリストとしての高見沢俊彦
ギタリストとしての高見沢を語る上で、特筆すべき点は独特のアーミングである。高見沢の場合、音程の上げ下げの幅が大きく速い独特の音色を多用する。また細かく速いアームヴィブラートも、ソロのエンディングなどで多用する。テレビ番組で共演している浅倉大介は取材で「ボクなりの解釈だと、ある意味シンセサイザーに近い。」「（高見沢さんは）ベーシックなプレイもされると思うけど、ソロになると、ギター本来の枠にとらわれないようなところがある。」と語っている。
ギターソロでは、以前は起承転結のはっきりと作曲されたメロディアスなソロが多かったが、1990年代後半以降は、アドリブでインプロヴァイズしたフレーズ、手癖的な運指での5連符や7連符など不規則なフレーズを用いることが多い。
レコーディングでは1959年製ギブソン・レスポールスタンダードをメインに、1961年製ストラトキャスター、1958年製レスポールカスタムなどヴィンテージギターをふんだんに使用している。かつてこれらはライヴでも頻繁に使用していたが、ダメージを懸念し、年々持ち出す機会は減っている。また、坂崎同様、テリー中本のカスタムメイドアコースティックギター"Terry's Terry"を2本所有している。
ESPで製作するギターはアルダーボディ、メイプルネック+ローズ指板、フロイド・ローズ（ライブではファインチューナーをビニールテープで固定している）セイモア・ダンカン製ピックアップを基本スペックとする。ダンカンはフロイドローズ向けにポールピース間ピッチの広いTB（Trem Bucker）シリーズを用意しているが、高見沢は敢えて標準シリーズを使用している。低めの弦高を好む。最近はEMGのピックアップを好んでいるようで、2010年頃から様々なギターに装備されている。2017年には、新シグネイチャーモデル「SNAPPER TAKAMIY Custom」が発売された。SNAPPER-CTM24-FRをベースにしたギターで、ヘッドはリバースタイプ。ピックアップはSSH配列でセイモア・ダンカン製、ブリッジにはフロイドローズ向けのTB（TB-16・The 59/Custom Hybrid Trembucker）を搭載している。 またステージで使用されるギターは、ボリュームやトーンのコントロールが不用意に手に当たることで音色やボリュームが変わってしまわないよう、回路をバイパスしてダイレクト出力に変更している（市販されているモデルについては回路のバイパスは行われていない）。近年では後述する「エンジェルギター」等のように、ピックアップセレクタースイッチ以外のコントロールを排除した、完全なダイレクト出力のギターも増えている。
2011年、ロックリッジサウンドジャパンより、高見沢が監修に関与した真空管アンプ搭載のスピーカー、ギターアンプとギター出力専用ドライバーを備えた「Jam Tube」がリリースされた。iPadやiPodとも連動し、出力される音源とライン接続の楽器を演奏しながら利用することが可能。
エフェクターは一時はシンプルにしようと考えたというが、現在はラックに組み込んだエフェクターが巨大なクローゼットのようにステージ横に積み上げられる。複数のギターをステージで使い分けるため、ワイアレスシステムを含め、必然的に複数の系統で鳴らすため、巨大なラックとなっている。新しいエフェクターを見つけると、何らかの形で取り入れる傾向が強い。イーブンタイド社のウルトラハーモナイザーや、デジテックのワーミーなどがそれである。レコーディングで効果的に使用したり、ライブでは突拍子もない音を出したり、劇的な効果を与えてギターソロを盛り上げるファクターとして使用するが、本人としては基本的にアンプで音を作るのが理想だという。またジミ・ヘンドリックスが使用していたVOX製ワウ・ペダルを所有しており『とんねるずのみなさんのおかげでした』で披露したこともある。
アンプはマーシャル、Peavey5150、ハイワット等、ハードロックに適したものを使用している。
1990年代後半以降のライブでは、エレクトリックアコースティックギターとのハウリングを防ぐため、アンプを使用せず、マーシャルの流れを汲む"Bogner"（ボグナー）のキャビネットをエフェクターと組み合わせて使用している。
2025年からは使用機材を一新し、ギタリスト・音楽プロデューサーでもある若井望と協力し設計を行い、FREE THE TONE（フリーザトーン）が新たなシステムを製作した。以前からLINE6を使用していたのもありHELIX RACKも組み込まれている。ライブでの足元はElectro-Harmonix/FREEZE、Pete Cornish/CUSTOM POWER WAH、FREE THE TONE/エクスプレッションペダルを設置し、シンプルになっている。尚エフェクト等の切り替えはスタッフがコントロールしている。テレビなどでの生演奏ではKemper Profiling Ampを使用することもある。
他のアーティスト、シグネチャーモデルへの造詣も深い。ジミー・ペイジ、エリック・クラプトン、ジェフ・ベック、ブライアン・メイ、ロイ・ブキャナン、アルヴィン・リー、ニール・ショーン、ピート・タウンゼント、ジョン・サイクス、エドワード・ヴァン・ヘイレン、ジェームズ・ヘットフィールド、カーク・ハメット、ジミー・ウォレス、ゲイリー・ムーア、ドン・フェルダー、デイヴ・ギルモア、ジミ・ヘンドリクス、ザック・ワイルド、バケットヘッド、リッチー・フォークナー、The Ventures、加山雄三等のシグネチャーモデルも使用している。

## 変形ギター
高見沢は世界でも有数の変形ギター愛好家である。オリジナル変形ギターの代表作にFLYING-Aシリーズや、ANGELシリーズがある。一番新しいANGELは、2014年のアリーナツアーで初登場の「Ultimate Archangel」である（2014年12月現在）。
ヴィンテージギターや一般的なギターを含めた所有ギターは2012年7月中旬の時点で487本、彼がコレクションしているギターの写真集も発売されている。
2015年6月には、所有ギターの数が500本を越えたことをラジオで明かされている。

### 主なオリジナル変形ギター
- TAKAMIZAWA CUSTOM-初代オーダーメイドのフライングVは1983年Navigatorの製作によるもの。初期はフリッカーIとLH-200の組み合わせだったが早々にブリッジをフロイド・ローズに、PUはその後はSeymour Duncanを経て、近年EMGへ交換されている。
- FLYING-Vシリーズ-Bayernの州旗と紋章をペイントしたモデルやFLYING TVなど、多数のモデルが存在する。
- FLYING-A-シリーズ-I、II、III、VがESPより、IVがO.Z.Yブランドにて発表された。多くの派生モデルがあり、アクリル製ボディ、エンジェルのグラフィックペイント、レギュラーシリーズに無いカラーや木材の物などが存在する。悪魔がボディの裏に潜んでいる形の"Devil"や、ピエゾピックアップを搭載したエレクトリックアコースティックギターバージョンなども存在する。FA-IIとFA-IIIエンジェルでは、高見沢自身のオリジナルピックアップが採用された。FA-Vは再びESPブランドからリリースされているが、これはTHE ALFEEの40周年と高見沢の還暦を記念した限定モデルとなっている。またこのギターからピックアップがEMGに改められている。FA-Vは後にカラーをスパークルレッド/ブラックに改め、O.Z.Yからレギュラー製品として発売されている。
- Metal Hawkシリーズ（メタルホーク）-1990年代後半に発表された際には日本語に訳して、銀鷹とも呼ばれた。単色のモデルからtakamizawa.comの「帝孤夢」や高見沢オリジナルキャラクター「POCHI」のペインティングデザインのものまで、いくつかのモデルが存在する。またtakamizawa.comでは、ギターをかたどったMetal Hawk Islandがある。
- 天使（エンジェルギターシリーズ）- 元々は変形ギターではないが、1990年代に絵葉書の天使画像をペイントしたSE-CUSTOMがエンジェルシリーズの始まり。その後1991年のソロツアーで天使を模ったホワイトのモデル（当時は、エンジェル1号とも呼ばれた。2004年に本人出演のサッポロビールのCMでも使用された）が登場し、さらにはその後も様々なモデルが登場し、聖母マリアギターやVampire Angel、Flying Angel Fantasiaなどもエンジェルギターシリーズに属している。また上述のエンジェルのグラフィックペイントのFLYING-AIII Angelなどはエンジェルシリーズにも属している。
- 剣 - サーベル1号と呼ばれるエクスカリバー、サーベル2号と呼ばれる20周年記念モデルが存在する。
- マシンガン（機関銃）。特効技師が火薬を仕掛けると、銃口から火花が連発して噴出する（ESPの担当者が発注された際に『ウチはおもちゃ屋じゃない』と嘆いたという噂もある）。
  - エクスカリバーとマシンガンは製作時に、スタインバーガー製のギターを1本ずつ犠牲にして、ブリッジを取り出し、それぞれに取り付けている。マシンガンの火を噴くシーンは、1989年の夏のイベントのDVDにて、確認することができる。
- 乗物 - F-1マシン、オリエントエクスプレス、蒸気機関車（アルバム『JOURNEY』のジャケットに採用された蒸気機関車のオブジェがモチーフとなっている）
- iBook（クラムシェル型）ノートパソコン型。蓋を開けて演奏し、演奏終了後蓋を閉じる。
- キャラクター物 - ドナルドダック、ドラえもん、ヤッターマン（ヤッターワン）、ウルトラセブン (Flying Seven)、ウルトラマンゼロ (Flying Zero)、「ゴジラ」（これら6点はESP製）、フィリックス・ザ・キャット（このギターのみESP製ではなくオリオロ・ギター・カンパニーが制作している)
- ゴジラギターは２種類あり、１本目は高見沢本人とESPが共同設計したものであり、「シン・ゴジラ」をモチーフにしたゴジラ・ギター覚醒versionである。受注生産の限定5本であるが一般発売もされている。価格は5,550,000円+消費税（10％）2本目は「ゴジラ-1.0」の山崎貴監督によるデザインで、ゴジラ-1.0Verである。2025年の夏イベントで初披露された。
- オリジナルキャラクター物 - カワセミ君（多摩都市モノレール開業記念のマスコットキャラクターとして高見沢自身がデザインしたもの）、金鯱君（名古屋城の金鯱がモデル）、POCHI、スカルン（共に、高見沢俊彦オリジナルデザインのキャラクター）、Dinosaur（サングラス、Tシャツ、ジーンズ姿の恐竜がギター (FLYING-A) を弾いているデザイン。尻尾がネックになっている。アーミングするとサングラスの目が赤く光るというギミックを持っている）
- NBAトレードマーク - シカゴ・ブルズ、ニューヨーク・ニックス、ニューオーリンズ・ホーネッツ
- Four Neck Trump - 1994年の夏のイベント用に製作されたトランプのクイーン柄の4本ネックのギター（異常に重いらしく、本人曰く、1回のステージで4曲持つのがやっと。一番下のネックへは手が届かないため、必要性もない[12]。今までのオリジナルギターの中での一番の失敗作）。なお同シリーズで、桜井は自らの似顔絵がKINGとしてデザインされたトランプキングのベース、坂崎はトランプジャックのエレクトリック・アコースティックギターを製作した。また、2020年12月9日発売の「Joker -眠らない街-」のジャケット写真にも使用されている。
- バナナ - とてもリアルなシュガースポットの塗装がされている。ヘッド部分には皮をめくったような装飾がある。
- 御神木シリーズ - 装飾に伊勢神宮の御神木を誂っている。三種の神器の剣と勾玉(2019年)、鏡(2021年)を模った3本を製作。もう一本、変形ギターではないが、Snapperに御神木を誂っていたものも製作(2021年)。
- その他 - ベルリン市のエンブレム、"グロテスク"、卓球ラケット、ジャックダニエル、バスケットシューズ、HERMES "AUBE"（エルメスが手がけた同名アルバムジャケットをペイントしたギター）、ベルーガ、「わんこそば」他多数。

これらの中で、キャラクター物については、全て版権元の承認を得てデザインされた物であり、高見沢自身が弾くものの他に、本家に寄贈されたものも製作された。版権が厳しい物は基本的に市販されない。また、これらのオリジナルギターは自身の契約しているESPによって製作されている（フィリックス・ザ・キャットは、アメリカのオリオロ・ギター・カンパニーにて製作）。またFLYING-AIはその中でも、レギュラーモデルとして20年以上の長きにわたって発売されているロングセラーである。

### ギターに関する逸話
NHK教育の番組『金曜かきこみTV』の「タカミーギターデザイナー」というコーナでは、視聴者からギターのデザインを募った。高見沢本人がグランプリを決定し、グランプリに輝いた「わんこそばギター」が実際に作られ、2006年春にNHKホールでのコンサートで披露された。また2009年夏のイベントにて、初めて演奏で使用された。
『堂本兄弟』の中で、堂本剛に「ギター持っていっていいよ」と発言したこともある。現に番組で堂本光一は「Sapphire Rose」、剛は白のストラトを使っている場面が見られる。また、高見沢は2人それぞれにESP製のギターをプレゼントした。「堂本一問一答」コーナーでは、「今までのギターで一番いらないと思ったもの」として、「ネックが四本のギター（前述のFour Neck Trump）」という答えが出た。また、本人曰く、「かなり重い」とのこと（演奏している自分の姿を見て「重そう」と発言していた）。
自宅にはギターを置いておらず、専用の倉庫にて保管している。
渋谷にあるESPの店舗にTHE ALFEEのコーナーがあり、前述の変形ギターが多数展示されているが、ESPとエンドースメント契約している海外のアーティストが皆「凄いなこれ…」と絶句しているという。またCDのプロモーションで来日した元レッド・ツェッペリンのジミー・ペイジがヴィンテージギターを探しに来店した折に、これらの変形ギターを見て興奮し、エンジェルギターなどを持ってスタッフに記念写真を撮影させて帰って行ったという。後に高見沢本人にこのことを伝えた際、熱烈なファンであった彼は感激していた。
テレキャスター、フライングV、トム・アンダーソン、ポール・リード・スミス、レスポール、ジャクソン他ヘヴィメタル系ギターなど、ステージで主に使用するギターが変わる。ちなみにテレキャスターがメインになったきっかけは、『とんねるずの生でダラダラいかせて!!』の収録で、左手の指を負傷した際、自宅で何となく負傷した人差し指以外で弾いていた際に「テレキャスターの良さを見直した」ことから。
スクールライブショーにて彼のギターの製造工程が紹介された（ただし、本人は出演しておらず字幕にて彼のモデルであることが紹介されるにとどまった）。

## ディスコグラフィ

### オリジナル・アルバム
1. 主義-ism:（1991年6月12日・メディアレモラス・廃盤。2016年12月、高見沢俊彦ソロ活動25周年記念リマスタリング盤としてPONY CANYONより再発。LPも併発された）
2. Berlin Calling（2005年5月25日/6曲入ミニ・アルバム）
3. Kaleidoscope（2007年7月18日）
4. Fantasia（2010年8月25日）
5. Takamiy Classics（2011年8月10日/EMIクラシックスとの合同企画アルバム）
6. 雷神（2013年7月31日）
7. 高見沢俊彦プロデュース ウルトラヒーローソング列伝（2015年1月28日）
8. 美旋律 〜Best Tune Takamiy〜（2017年8月30日/ベスト・アルバム）

### サウンドトラック
1. 奇跡のロマンス オリジナル・サウンドトラック（1996年2月21日）
2. サラリーマン金太郎 オリジナル・サウンドトラック（1999年3月17日）
3. フィギュア17 つばさ&ヒカル イメージアルバム「…いつかこの場所で…」（2001年11月29日）
4. フィギュア17 つばさ&ヒカル オリジナル・サウンドトラック（2002年1月26日）
5. TALKING BLUES -SOUND COLLECTION-（2002年11月27日）

### シングル
1. 千年ロマンス（2007年7月4日）
2. 月姫（2008年7月30日）
3. VAMPIRE 〜誘惑のBlood〜/ヤッターマンの歌（2009年8月12日）
4. 青空を信じているか?（2010年9月15日）
5. 黄金龍王（2011年7月13日）
6. ULTRA STEEL（2012年7月4日）
7. 誘惑の太陽（2015年7月15日）
8. 薔薇と月と太陽〜The Legend of Versailles〜（2018年7月25日）

### その他シングル
1. ホリケンサイズII（2003年3月12日）※ お兄やん、お姉やん&たかみー名義（堀内健・ベッキーと共演）
2. Black or White/Repose（2018年10月24日）※ 下野ヒトシ featuring Takamiy（高見沢俊彦）名義

### その他参加作品
1. the ALFEE MEETS dance（1995年9月27日）※ DAVE RODGERS project名義（デイブ・ロジャース・ドミノと共演）

### 映像作品
1. 「主義－Ism:」ソロツアーライブ（1991年8月21日）
2. Kaleidoscope〜天使の狂宴〜（2007年11月28日）
3. KaleidoscopeII〜鋼鉄天使の凱旋〜（2008年10月28日）
4. KaleidoscopeIII〜誘惑のBlood〜LIVE at Shibuya C.C.Lemon Hall Sep.6,2009（2010年6月19日）
5. Takamiy 2010 Fantasia Metal Bootleg Live at Hiroshima Club Quattro Aug.30.2010（2010年12月11日）
6. Takamiy Legend of Fantasia 2010 Fantasia Live at Tokyo International Forum Sep.12.2010（2011年2月5日）
7. Takamiy Legend of Fantasia 2011 黄金龍王（2011年12月23日）
8. TAKAMIY VIDEO CLIPS & LIVE 2007〜2012（2012年12月23日）
9. Legend of Fantasia 2012 ULTRA STEEL（2013年4月25日）
10. MELODIC METAL HISTORY 2007-2013 鋼鉄天使の宴（2014年1月30日）
11. Takamiy Legend of Fantasia 2013 雷神-raizin- Live at Pacifico Yokohama Aug.25.2013（2014年3月14日）
12. スペシャル・ショートムービー「激闘バトル！ウルトラマンタカミ―」（2015年1月28日）
13. Takamiy 2015 夏限定 復活バケーション! Live at Pacifico Yokohama Aug.23.2015（2016年4月17日）
14. billboard classics presents INNOVATION CLASSICS TOMOMI NISHIMOTO X TOSHIHIKO TAKAMIZAWA（2016年6月29日）
15. 真夏の夜の夢/Day1 Aug.17.2016（2017年4月22日）
16. 真夏の夜の夢/Day2 Aug.18.2016（2017年4月22日）
17. 真夏の夜の夢/Day3 Aug.19.2016（2017年4月22日）
18. billboard Classics INNOVATION CLASSICS 2017 TOMOMI NISHIMOTO × TOSHIHIKO TAKAMIZAWA ＜OSAKA＞（2017年10月25日）
19. Takamiy 『真夏の夜の夢 2017 -Night of Pacifico-』（2018年4月17日）
20. Takamiy 『2018 Metal of Renaissance』（2019年4月17日）
21. Takamiy 『Takamiy 2020 Metal Valentine’s Day』（2021年4月17日）

## アルフィー以外のアーティストへの提供曲
1980年代後半以降、数々のアーティストに楽曲提供、プロデュースを行っている。また、ドラマやアニメなどの音楽監督も行っている。また、ytv・日本テレビ系列テレビアニメ「ヤッターマン」主題歌「ヤッターマンの歌」を2009年4月から同年9月の放送終了の前の週まで担当した。

### プロデュース・楽曲提供・セルフカバー
- 「The Stardust Memory」歌：小泉今日子（作詞<高橋研との共作>・作曲）
  - CD等に収録は無いが、パーソナリティを担当した「ALFEEのオールナイトニッポン」内でデモテープを放送したり、BE∀T BOYS名義でのコンサートでセルフカバーして歌唱したことがある（ビデオ『GREAT PROMOTION』収録）。
- 「ハートブレイカー」歌：小泉今日子（作詞<高橋研との共作>・作曲）
- 「木枯しに抱かれて」歌：小泉今日子（作詞・作曲）
  - THE ALFEEによって「木枯しに抱かれて…」としてセルフカバーされている（シングル『サファイアの瞳』c/w）。歌詞が一部異なる。
- 「若草の招待状」歌：新田恵利（作曲）
  - 『世界名作劇場・愛の若草物語』オープニング・テーマとして作曲
- 「し・の・び・愛」歌：柏原芳恵（作詞・作曲）
  - 高見沢が1979年にB面曲で高見知佳に提供した「しのび逢い」のカバーだが、1985年にシングルA面で発売された柏原の曲の方が認知度が高い。タイトルと歌詞が一部変更された。
- 「大きなお世話サマー」歌：とんねるず（作詞・作曲）
  - CD等に収録は無いが、コンサートでセルフカバーして歌唱したことがある（ビデオ『SUNSET-SUNRISE 1987 AUG.8-9』収録）。
- 「クリスティーナ」歌：とんねるず（作詞・作曲）
  - THE ALFEEによってセルフカバーされている（アルバム『U.K.Breakfast』に収録）。
- 「真赤なウソ」歌：明石家さんま（作詞・作曲）
  - 高見沢ソロ・シングル『VAMPIRE 〜誘惑のBlood〜/ヤッターマンの歌』にセルフカバーとして収録（収録はパターンB（規格品番・TOCT-45016）のみ）。コンサートでセルフカバーして歌唱したことがある（ビデオ『SUNSET-SUNRISE 1987 AUG.8-9』収録）。
- 「YELLOW SUNSHINE」歌：明石家さんま（作詞・作曲）
  - BE∀T BOYS名義でセルフ・カバーされている（アルバム『BE∀T BOYS TOJO!!』に収録）。
- 「蒼いタメイキ」歌：明石家さんま（作詞・作曲）
  - Takamiyソロシングル『ULTRA STEEL』にセルフカバー版が収録。
    - 上記の3曲を合わせて「信号機」と通称された。
- 「Windy Boy」歌：薬師丸ひろ子（作詞・作曲）
  - 薬師丸の主演映画「レディ! レディ READY! LADY」（1989年）の主題歌に採用された。
- 「初恋に気づいて」歌：後藤久美子（作詞・作曲）
- 「さよならが言えなくて…」歌：中村雅俊（作詞・作曲）
  - THE ALFEEによって「kitto」として英語詞でセルフカバーされている（アルバム『DNA Communication』に収録）。
- 「レプリカント・スキャンダル」歌：SPLASH（作詞・作曲）
  - アニメ『孔雀王』主題歌。
  - Takamiyのソロシングル『青空を信じているか?』にセルフカバー版が収録。
- 「Edge of The Moonlight」歌：SPLASH（作詞・作曲）
  - 映画『ステイ・ゴールド』主題歌。
  - 高見沢のソロデビューアルバム『主義-ism-:』にて英語詞でセルフカバーされている。
- 瀬能あづさに楽曲提供
  1. I Miss You（1993年2月19日）（作詞<三浦徳子との共作>・作曲）
  2. 失恋カフェ（1993年6月18日）（作詞・作曲）
  3. 秋（1993年10月21日）（作詞<三浦徳子との共作>・作曲）
  4. アルバム　Horizon（1993年7月21日）
    1. ジェネレーションX!（作詞・作曲）
    2.  失恋カフェ（作詞・作曲）
    3.  II LOVE YOU 〜離れられない〜（作詞・作曲）
    4.  Horizon（作曲） 
    5.  Second Birth （作曲）
    6.  I Miss You（作詞<三浦徳子との共作>・作曲）
- 「恋愛論理」歌：デーモン小暮（作詞・作曲）
  - THE ALFEEによってセルフカバーされている（アルバム『LOVE』に収録）。
- 「moonlight shadow 〜月に吠えろ」歌：中森明菜（作詞）
  - 小室哲哉プロデュース。作詞が高見沢・作曲が小室の共作。小室から「イメージに合う歌詞が書けるのは高見沢さん」としてオファーを受けた。
- 「君だけを守りたい」歌：中島文明（作詞・作曲）
  - MBS・TBS系列特撮ヒーロードラマ「ウルトラマンダイナ」エンディング・テーマ。のちにTHE ALFEEによって「SAVE YOUR HEART 〜君だけを守りたい」としてセルフカバーされている（アルバム『Nouvelle Vague』に収録）。タイトルと歌詞に、原曲にはなかった「SAVE YOUR HEART」という言葉が加えられている。
  - また、つるの剛士のカバー・アルバム『つるのおと』にも収録されている。
- 「明日の鐘」 歌：Skirt（作詞・作曲）
  - THE ALFEEによってセルフカバーされている（アルバム『Nouvelle Vague』に収録）。
- 「夢のチカラ」 歌：上戸彩（作詞・作曲・編曲）
  - THE ALFEEによって「夢のチカラ'06」としてセルフカバーされている（アルバム『ONE -Venus of Rock-』に収録）。
- 「ヒトミノチカラ」歌：観月ありさ（2002年2月6日）（作曲）
  - テレビ東京系アニメ「ヒカルの碁」エンディング・テーマ
- 「ツキ」歌：猿岩石（作曲）
- 「Two Hearts」歌：ZONE（作曲・編曲）
  - 『NANA』のトリビュート・ソングとして作曲・編曲。ZONEのシングル「笑顔日和」、NANAのトリビュート・アルバム『LOVE for NANA 〜Only 1 Tribute〜』に収録。
- 「天使の伝言〜TASUKI〜」歌：谷村新司（作曲）
  - 谷村のコラボアルバム『NINE』に収録。谷村が逝去した2023年、12/24の武道館公演にてTHE ALFEEとして初めてセルフカバーされた[17]。
- 「Rising High」 歌：voyager（作詞・作曲）
  - テレビ東京系列特撮番組「ウルトラマン列伝」オープニング・テーマ
- 「命のキセキ」 歌：KinKi Kids（作詞・作曲）
- 「鋼の意志」 歌：ももいろクローバーZ（作詞・作曲・編曲）
- 「一週間、全部が月曜日ならいいのに…」 歌：NMB48（作曲）
- 「愛しくて恋しすぎて」歌：高橋みなみ（作詞・作曲）[18]
- 「ふな ふな ふなっしー♪ 〜ふなっしー公式テーマソング〜」歌：ふなっしー（プロデュース・編曲）
  - 作詞・作曲はふなっしーが担当。
- アルバム『PRIVATE LOVERS』A4「君を三日間待っていた」 歌：西城秀樹（作曲） 他多数。
- 「旅立ちの鐘」 歌：20th Century（作詞・作曲）

### 音楽監督
- 『COMPLEX BLUE』（フジテレビビデオサスペンスシリーズ）
- 『奇跡のロマンス』（NTV系ドラマ）
- 『サラリーマン金太郎』（TBS系ドラマ）
- 『フィギュア17 つばさ&ヒカル』[19]（AT-X アニメ）

### 舞台作品の音楽プロデュース
- 『トーキング・ブルース』（古舘伊知郎のトークライブ）
- 『HEART ROCK MUSICAL 聖歌物語』（南青山少女歌劇団）
- 久保田一竹「一竹能」

### ゲーム音楽
- 『勇者30』（PSP用、マーベラスエンターテイメント）
  - アーティストとして参加。オープニングテーマ曲他、複数の楽曲を提供。

## その他プロジェクト
- 横浜・元町のバッグ・メーカー、キタムラとのコラボバッグを考案

25周年を迎えた2006年夏のイベントを記念してキタムラが25個のトートバッグを製作、THE ALFEEに贈呈したことがきっかけで、2009年現在第5弾までコラボ商品を製作・販売している。2006年12月15日には表参道のキタムラショップ（現在は閉店している）にてコラボ商品誕生に伴いテープカット、同日に横浜・元町本店にて店頭での挨拶をした。表参道での挨拶の際、拡声器を手渡されたにもかかわらず、詰め掛けたファンに生の声で感謝の意を表したいとの思いから、拡声器を使用せずに肉声で挨拶をした。その後、新作発表に伴い大阪・梅田や横浜でトークショーを開催している。
- 2007年9月オリエント急行に乗車するパリツアーを開催

当初はファンクラブALFEE MANIAの会員限定の企画であったが、途中から同伴者は会員でなくても参加可能となった。きっかけは「箱根ラリック美術館」に展示されている「オリエント急行」の客車を見たTHE ALFEE事務所「プロジェクト・スリー」の関口社長の発案による。運用された車輌はフランス国鉄で団体等のチャーター列車として運用されている「プルマン・オリエントエクスプレス」である。尚、ESPに依頼し「オリエントエクスプレス」ギターを製作、箱根ラリック美術館に寄贈している。
- 2007年のソロツアーから3年間冠スポンサーを務めていたザ・サードプラネット（後に事業をサードプラネットへ譲渡し、駿河管財へ商号変更）の当時の社長とは親交が深く、一時同社の社外取締役も勤めていた。同社の神奈川県にある「ザ・サードプラネット横浜本店」は高見沢がプロデュースしたゲームセンターとなっている。

- 2014年4月に池田理代子と共にフランス観光親善大使に任命される。それを受け2015年2月にパリツアーTakamiy à Paris 2015を開催。

## 趣味・嗜好・エピソード
大のバスケットボール好きであり、コンサートツアーにもボールとゴールを持ち歩いていた時期があった。1990年代中盤からは「YOYOGI BELLS」という自身のチームも所有していた。
中学3年生の時、バスケ部主将を務めていたが、県大会予選で1点差で3位入賞を逃し、バスケに挫折。高校進学を機にバスケから遠ざかり、当時は「不良の音楽」とされていたハードロックに傾倒することになる（『夢さがし』『ドリームジェネレーション』より）。なお、このことに対して親はもちろん猛反対していたが、親の反対を押し切り、エレキギターを購入してハードロックバンド活動をしていた。
1994年には、横浜アリーナで行われたNBAの開幕戦では、アメリカ国歌をギターで演奏した（この縁から、NBAシリーズの変形ギターが登場している）。また、同年から、バスケットボール雑誌『ダンクシュート』で「AIR HORDAN」というコラムを連載している。
2006年4月30日には、有明コロシアムにて、日本プロバスケットボール「bjリーグ」の初代王者決定戦のファイナルセレモニーで君が代を演奏した。
MacintoshやiPod、iPhone、iPadなど、Appleの製品を愛用しており、毎日コミュニケーションズの月刊誌『Mac Fan』において「高見沢俊彦のApple ism」という連載を持っている（2007年5月号までのタイトルは「高見沢俊彦のPowerBook主義」）。また、2007年9月号では表紙を飾った。所有するPowerBookなどノート型Macには、オリジナルの装飾が施されたものが多く、2009年現在愛用しているMacBook Proには金箔が貼ってある。iPodやiPhoneは、新機種が出る度に購入しており、歴代のほぼすべてのモデルを所有している。また、ゼロハリバートンが1個だけ製作したギターケースも所有している。なお、愛着のあるマシンはなかなか手放せないとのことで、過去に使用した機種の多くは手放さずに保管しているようである。
動物などのキャラクターデザインが得意である。自身のサイト内の「Takamix Land」では、犬のポチ、猫のタマ、ウサギのシロヒコ（本人に似ている）など、多数の可愛いオリジナルキャラクターが活躍している。また、1998年には、立川商工会議所の「多摩都市モノレール開通記念事業」のキャラクター「ハートを運ぶカワセミ君」のデザインも手がけた。2008年には親交の深いTHE 3RD PLANETのオリジナルキャラクター「プラミン」をデザイン。シロヒコの友達と言う設定になっている。2010年には出身地埼玉県蕨市の市制50周年を記念して新キャラクター「エンジェルわらぶー」を制作した。
日本史が好きで、特に織田信長が好きである。2007年7月20日放送の『笑っていいとも!』のテレフォンショッキングに出演したえなりかずきによると、信長について、1時間熱く語れるほどだという。翌日の同番組出演時には、「革新的・革命的なところ」が好きな理由、と答えた。
映画好きで、観たい映画があると、ツアー中の地方のシネコンに出向くことがよくある。
2007年、ロックばんのラジオ内で、『コードギアス 反逆のルルーシュ』の第1期とR2（第2期）を視聴し、DVDを購入したと発言。ちなみに、紅蓮というKMFがお気に入りである。
2008年、阿修羅像の大ファンということで、みうらじゅんが会長を務める「阿修羅ファンクラブ」の「ミスター阿修羅」に就任。「阿修羅ファンクラブ」公式ソングに「愛の偶像（ラブ・アイドル）」が決定（『Kaleidoscope』収録。「国宝 阿修羅展」においてCD販売も行われている。）。
2010年、9月10日のNHKスタジオパークからこんにちはに出演した。
以前「けいおん!を毎週見ている」と記載されていたことに対し、本人が2011年5月1日放送のロックばん内で否定した。元々、ウィキペディアなどネット上の噂はあまり興味がないようで、他人にプリントアウトしてもらったものを見て、この噂を知ったという。
料理は全くせず、2007年7月28日放送の『チューボーですよ!』で初めて料理（キムチチャーハン）を作った（チャーハンにのせる目玉焼きを作る際、熱したフライパンのへりで卵を割ろうとし、他の出演者に止められた）。
また、おにぎりを作ろうとして炊飯器に直接手を突っ込んで軽い火傷を負い、「熱い、熱っちーぃ！」と絶叫するシーンが野外イベントのDVDパンフレットに収録され、さらに『新堂本兄弟』で暴露された。なお、料理ではないが、さんまのまんま出演中に酢橘を剥いて食べてしまったことがある。この他にも「靴の中にカセットテープを入れたまま1週間気付かなかった」「飛行機の付属品のイヤホンが耳の中に入ったままであることに気付かず、聞こえが悪くなったと勘違い」「全身緑色の服を着て山手線（当時は車体全体が緑色）に乗り、ドアに頭を挟まれた」などのエピソードがライブやバラエティ番組でしばしばネタにされており、KinKi Kidsからは「ド天然」と言われている。
2013年から放送されているラジオ番組「THE ALFEE 終わらない夢」では、
- 台本に書かれた「改めまして」を「はじめまして」と誤読する
- エンディングで番組にハガキやメールを送ったリスナーの名前を紹介した後に「ありがとうございません!」と言う
- 自己紹介で自分の名を名乗る際に「サカザキ…」と言いかけたり「…ええと、誰だっけ」と言う
- 番組開始直後の自己紹介で「THE ALFEEの高見沢俊彦でした」と言う

等の天然ぶりを発揮してしまい、桜井や坂崎に突っ込まれることもしばしばある。
シルバーや黒のマニキュアをしていることが多い。衣装の一部として愛用しており、自分では塗れないためヘアメイクが塗っている。
ヴィジュアル系バンドVersaillesと親交が深い。
両親は教員（父親は中学校の校長）で高見沢自身も大学時代に教職課程を受講していたので、本人はTHE ALFEEをやっていなかったら英語の教師をやっていた可能性があると話しているという。英会話は苦手だが、英語の読み書きは得意ということを自身のラジオ番組で話したことがある。父は高見沢が誕生した際、「元気な男の子に育つように“金太郎”と名付けよう」としていたと母から聞いたことがあるいう。
他の二人とは違い、公の場で眼鏡・サングラスを常時かけているわけではない。50代になったころからはテレビ出演で薄い色のサングラスを着用することが多くなっている。一方、かつてはシングルやアルバムに使用される写真で眼鏡やサングラスを着用する姿が見られたが、近年ではこれらの写真はほぼ素顔のままで撮影されている。
ALFIE時代の当時はフォークバンドとして売り出されたために地味な外見で、雑誌に載っていた自分の写真にショックを受けたことから派手なファッションを始めたという。それを吉田拓郎に「お前、王子みたいだな」と言われたことが王子キャラのきっかけとなり、古希を迎えた現在もそのスタイルを貫いている。
『ドラえもん』小学館コロコロ文庫版 3巻（1994年）の解説を担当している。
幼少期より『ゴジラ』シリーズの大ファンであり、2017年にオープンした「ゴジラ・ストア Tokyo」の名誉店長を務めている。2018年10月には「シン・ゴジラ」（2016年公開）をイメージした「ゴジラギター」を披露した。2019年には「ゴジラ・ギター覚醒バージョン」として同デザインのギターを限定5本（受注生産）で発売。2024年、「ゴジラ-1.0」（2023年公開）の公開を受け、新たなゴジラギターの製作を考えていたところ、そのことを耳にした映画監督の山崎貴が直々にデザインを描き、高見沢がMCを務める「高見沢俊彦の美味しい音楽 美しいメシ」に出演した際に手渡した。

## 著書
- 『ハート・ビート・ダンク—バスケットボール・ダイアリーズ』 ソニーマガジンズ ISBN 4789712931（1998年7月10日）
- 『ぼくの海へ〜シロイルカのベルーガ〜』（絵・くろだこうじ）平凡社 ISBN 4582829678（2001年8月24日）
- 『TAKAMIZAWA GUITAR COLLECTION 300』プレイヤーコーポレーション（2002年10月10日）
- 『あきらめない夢は終わらない』 幻冬舎 ISBN 4344006887（2004年10月2日）
- 『KaleidoscopeII〜鋼鉄天使の凱旋〜LIVE PHOTO BOOK』Alfred
- 『愛蔵版 Guitar Collection 500』プレイヤーコーポレーション（2015年8月21日）
- 小説『音叉』≪通常版≫ 文藝春秋刊 ISBN 978-4-16-390863-2（2018年7月13日）※髙見澤俊彦名義
- 小説『音叉』≪愛蔵版≫ 文藝春秋刊 ISBN 978-4-16-390864-9（2018年7月25日）※髙見澤俊彦名義
- 小説『秘める恋、守る愛』≪通常版≫ 文藝春秋刊 ISBN 978-4-16-391188-5（2020年4月17日）※髙見澤俊彦名義
- 小説『秘める恋、守る愛』≪愛蔵版≫ 文藝春秋刊 ISBN 978-4-16-391231-8（2020年8月15日）※髙見澤俊彦名義
- 小説『音叉』≪文庫版≫ 文庫用書き下しエッセイ「音叉の世界」収録 文藝春秋刊 ISBN 978-4167916732（2021年4月6日）※髙見澤俊彦名義
- 小説『特撮家族』≪通常版≫ 文藝春秋刊 ISBN 978-4163916804 ※髙見澤俊彦名義（2023年4月5日）
- 小説『特撮家族』≪愛蔵版≫ 文藝春秋刊 ISBN 978-4-16-391733-7 ※髙見澤俊彦名義（2023年10月10日）
- 『「高見沢俊彦の美味しい音楽 美しいメシ」公式BOOK 極上バンドメシガイド』 東京ニュース通信社 ISBN 978-4-86701-989-4（2025年4月3日） ※ムック本

## 出演

### テレビ番組
- 新堂本兄弟（2003年4月20日 - 2014年9月28日、フジテレビ）
- あの年この歌〜時代が刻んだ名曲たち〜（2014年4月1日 - 2018年3月20日、BSジャパン） - コメンテーター（坂崎幸之助と原則週替わりで出演）
- 高見沢俊彦の美味しい音楽 美しいメシ（2023年2月25日・6月30日、2023年10月6日 - 、BS朝日） - MC[26][27]

### ラジオ
- ROCK ENTERTAINMENT 高見沢俊彦のロックばん（2002年4月6日 - 、TBSラジオ）

### CM
- オンワード樫山 『ジャンポール ゴルチエ』（1989年）
- サッポロビール 『サッポロ 麦100%生搾り』（2004年）
- 任天堂 『リズム天国ゴールド』（2008年）
- THE 3RD PLANET（2009年）
- 日本コカ・コーラ『ファンタ』 / FANTA（マーティ・フリードマン、綾小路翔、谷村奈南、曙太郎と共演）（2010年）
- KDDI / 沖縄セルラー電話『au WALLET』（所ジョージと共演）（2014年）
- 「デュオ ザ クレンジングバーム」『うるわしのひとへ』篇（KinKi Kidsと共演） （2019年）
- 「デュオ ザ クレンジングバーム」『白いデュオの秘密Ⅱ』篇（KinKi Kidsと共演）（2020年）

### 映画
- 翔んで埼玉（2019年2月22日、東映） ※写真のみ

## 王子連合
元々はギタリスト同士の飲み仲間。ここから発展して2007年から2015年のソロプロジェクトでは、ツアー、レコーディングでサポートプレイヤーとして高見沢を支えていた。メンバーは以下の通り。
- 高見沢俊彦
- ルーク篁（聖飢魔II元構成員、CANTA）
- ANCHANG (SEX MACHINEGUNS, BIG BITES)
- KOJI（元La'cryma Christi, ALvino）

## ソロライブサポート・ゲストミュージシャン

### 1991年「主義－Ism:」
- 松下誠 - Guitar
- Wornell Jones - Bass
- 杉山卓夫 - Keyboard
- 江口信夫 - Drums
- Miki Conway - Backup Vocals
- Yvonne Evans - Backup Vocals

### 2007年「Kaléidoscope－天使の狂宴－」
- ルーク篁 - Guitar
- KOJI - Guitar
- Anchang - Guitar ※ファイナルの有明公演のみのゲスト出演
- 中川量 - Bass
- ただすけ - Keyboard
- そうる透 - Drums
- DJ HANGER - DJ ※アンコールのみのゲスト出演

### 2008年「KaléidoscopeII－鋼鉄天使の凱旋－」
- ルーク篁 - Guitar
- KOJI - Guitar
- Anchang - Guitar ※ファイナルの横浜公演のみのゲスト出演
- 中川量 - Bass
- ただすけ - Keyboard
- そうる透 - Drums
- 吉田太郎 - Drums

※ツインドラム編成

### 2009年「KaléidoscopeIII－誘惑のBlood－」
- ルーク篁 - Guitar
- KOJI - Guitar
- Anchang - Guitar ※ファイナルの渋谷公演のみのゲスト出演
- 中川量 - Bass
- ただすけ - Keyboard
- 吉田太郎 - Drums

### 2010年「Legend of Fantasia 2010 Fantasia」
- ルーク篁 - Guitar
- KOJI - Guitar
- Anchang - Guitar
- マーティー・フリードマン - Guitar ※ファイナルの東京公演のみのゲスト出演
- 大桃俊樹 - Bass
- ただすけ - Keyboard
- 吉田太郎 - Drums

### 2011年「Legend of Fantasia 2011 黄金龍王」
- ルーク篁 - Guitar
- KOJI - Guitar
- Anchang - Guitar
- 大桃俊樹 - Bass
- ただすけ - Keyboard
- 吉田太郎 - Drums

### 2012年「Legend of Fantasia 2012 ULTRA STEEL」
- ルーク篁 - Guitar
- KOJI - Guitar
- Anchang - Guitar
- マーティー・フリードマン - Guitar
- 大桃俊樹 - Bass
- ただすけ - Keyboard
- KEN'ICHI - Drums

### 2013年「Legend of Fantasia 2013 雷神 -raizin-」
- ルーク篁 - Guitar
- KOJI - Guitar
- Anchang - Guitar
- マーティー・フリードマン - Guitar ※ファイナルの横浜公演のみのゲスト出演
- 大桃俊樹 - Bass
- ただすけ - Keyboard
- KEN'ICHI - Drums
- 宮野真守 - Vocals ※ファイナルの横浜公演（1日目）のみのゲスト出演

### 2015年「2015夏限定 復活バケーション！」
- ルーク篁 - Guitar
- KOJI - Guitar
- Anchang - Guitar※
- マーティー・フリードマン - Guitar※

※アンコールのみのゲスト出演
- 大桃俊樹 - Bass
- ただすけ - Keyboard
- KEN'ICHI - Drums
- 武部聡志 - Keyboard ※2日目アンコールのみのゲスト出演

### 2016年「真夏の夜の夢: Takamiy 3Days」
- 宮永治郎 - Guitar
- 大桃俊樹 - Bass
- ただすけ - Keyboard
- 吉田太郎 - Drums

### 2017年「真夏の夜の夢 2017 ‐ Night of Pacifico ‐」
- 鳥山雄司 - Guitar
- 佐藤大剛 - Guitar
- 安達貴史 - Bass
- ただすけ - Keyboard
- 吉田太郎 - Drums

### 2018年「Metal of Renaissance」
- 鳥山雄司 - Guitar
- 佐藤大剛 - Guitar
- 安達貴史 - Bass
- ただすけ - Keyboard
- 吉田太郎 - Drums

### 2020年「Metal Valentine's Day」
- 鳥山雄司 - Guitar
- 佐藤大剛 - Guitar
- 安達貴史 - Bass
- ただすけ - Keyboard
- 吉田太郎 - Drums